# Królewski Hiszpański Związek Piłki Siatkowej
Królewski Hiszpański Związek Piłki Siatkowej (lub Królewska Hiszpańska Federacja Piłki Siatkowej, hiszp. Real Federación Española de Voleibol, RFEVB) – ogólnokrajowy związek sportowy działający na terenie Hiszpanii, odpowiadający za zarządzanie piłką siatkową halową oraz plażową. Jedyny organ mający prawo reprezentować hiszpańską siatkówkę na poziomie federacyjnym i za granicą.
Związek został założony 26 stycznia 1960 roku. W 1953 roku jako sekcja Hiszpańskiego Związku Koszykówki uzyskał członkostwo w Międzynarodowej Federacji Piłki Siatkowej (FIVB), natomiast w 1973 roku – w Europejskiej Konfederacji Piłki Siatkowej (CEV). Od 2013 roku członek Zachodnioeuropejskiego Regionalnego Związku Piłki Siatkowej (WEVZA).
Królewski Hiszpański Związek Piłki Siatkowej zajmuje się rozwojem, a także propagowaniem piłki siatkowej, organizuje rozgrywki ligowe (na trzech poziomach zarówno wśród mężczyzn, jak i kobiet) oraz pucharowe w kraju. Odpowiada za funkcjonowanie wszystkich reprezentacji męskich i kobiecych, zarówno seniorskich, jak i młodzieżowych.

## Historia
Pod koniec lat 40. XX wieku władze sportowe, dostrzegając, że siatkówka była uprawiana w całym kraju, a ponadto miała własną federację międzynarodową (założoną w 1947 roku), zrzeszającą wiele państw i aspirującą do włączenia do programu igrzysk olimpijskich, postanowiły powołać oficjalne struktury. Rozpoczęto organizację krajowego systemu zarządzania, tworzono federacje prowincjonalne i inne jednostki.
Nie utworzono jednak odrębnego Hiszpańskiego Związku Piłki Siatkowej – zamiast tego siatkówkę włączono w struktury Hiszpańskiego Związku Piłki Ręcznej (hiszp. Federación Española de Balonmano). W latach 1948–1950 jej rozwój w ramach tej organizacji był ograniczony, ponieważ głównym priorytetem pozostawała piłka ręczna.
Na początku 1950 roku Narodowa Delegacja ds. Sportu (hiszp. Delegación Nacional de Deportes) zwróciła się do Hiszpańskiego Związku Koszykówki (hiszp. Federación Española de Baloncesto) z prośbą o włączenie siatkówki w struktury tej organizacji, przekazując na ten cel wsparcie finansowe. 22 czerwca 1950 roku Benito López Arjona, członek Hiszpańskiego Związku Koszykówki, został mianowany wiceprezesem sekcji piłki siatkowej.
Struktura siatkówki w Hiszpanii została w dużej mierze oparta na modelu organizacyjnym koszykówki – dyscypliny bardzo popularnej, posiadającej w pełni funkcjonujące struktury. W 1951 roku zorganizowano pierwsze mistrzostwa Hiszpanii na poziomie federacyjnym.
W 1953 roku sekcja piłki siatkowej Hiszpańskiego Związku Koszykówki została członkiem Międzynarodowej Federacji Piłki Siatkowej (FIVB).
W pierwszych latach (1950–1956) koszykarski związek rozwinął struktury siatkówki i sprawił, że zaczęła funkcjonować w sposób zorganizowany na poziomie federacyjnym. W latach 1957–1959 zainteresowanie dalszym rozwojem tej dyscypliny znacznie spadło. Hiszpański Związek Koszykówki oświadczył, że nie jest w stanie podjąć większego wysiłku, niż ten, na który pozwala dobra wola zaangażowanych działaczy oraz skromne środki, jakimi dysponuje sekcja piłki siatkowej.
Tuż przed rozpoczęciem sezonu 1958/1959 odbyło się spotkanie w Narodowej Delegacji ds. Sportu, na którym podjęto decyzję o włączeniu siatkówki do Hiszpańskiego Związku Rugby (hiszp. Federación Española de Rugby), z zachowaniem tej samej struktury i organizacji, jaka istniała w ramach związku koszykówki. W rzeczywistości działalność sportowa była znikoma; jedynie w celu utrzymania ciągłości zorganizowano dziewiąte mistrzostwa Hiszpanii, za których organizację w całości odpowiadała sekcja piłki siatkowej.
Na początku sezonu 1959/1960 Hiszpański Związek Koszykówki poinformował Narodową Delegację ds. Sportu, że nie została zrealizowana decyzja podjęta w 1958 roku, czyli że sekcja piłki siatkowej nie została faktycznie włączona do związku rugby. W grudniu 1959 roku Narodowa Delegacja ds. Sportu podjęła decyzję, że zostanie utworzona Hiszpańska Federacja Piłki Siatkowej (hiszp. Federación Española de Balonvolea/Voleibol). Oficjalnie powstała 26 stycznia 1960 roku, a jej prezesem został Benito López Arjona, pełniący od 1950 roku funkcję wiceprezesa sekcji piłki siatkowej.
W 1960 roku zorganizowano pierwsze federacyjne mistrzostwa Hiszpanii kobiet. W sezonie 1964/1965 powstała liga mężczyzn, a w sezonie 1969/1970 – liga kobiet. W lutym 1976 roku odbyły się pierwsze demokratyczne wybory prezesa związku. Został nim Alverto Portell Barat.

## Prezesi
| Imię i nazwisko          | Okres     | *     |
| ------------------------ | --------- | ----- |
| Benito Pérez Arjona      | 1950–1968 | [ a ] |
| Arturo Cortés Gagneaux   | 1968–1968 |       |
| Emilio Guill Rubio       | 1972–1976 |       |
| Alverto Portell Barat    | 1976–1984 |       |
| Feliciano Mayoral Barba  | 1984–1986 |       |
| Antonio López Bonillo    | 1986–1988 |       |
| Miguel Ángel Quintana    | 1988–2000 |       |
| Agustín Martín Santos    | 2000–2024 |       |
| Felipe Pascual Bernáldez | 2024–     |       |

Źródło: 

## Związki autonomiczne
| Wspólnota autonomiczna | Nazwa związku                                     | Skrót   |
| ---------------------- | ------------------------------------------------- | ------- |
| Andaluzja              | Federación Andaluza de Voleibol                   | FAVB    |
| Aragonia               | Federación Aragonesa de Voleibol                  | FAVB    |
| Asturia                | Federación de Voleibol del Principado de Asturias | FVBPA   |
| Baleary                | Federación de Voleibol de las Islas Baleares      | FVBIB   |
| Ceuta                  | Federación Ceutí de Voleibol                      | FCVB    |
| Estremadura            | Federación Extremeña de Voleibol                  | FedExVB |
| Galicja                | Federación Gallega de Voleibol                    | FGVB    |
| Kantabria              | Federación Cantabra de Voleibol                   | FCVB    |
| Kastylia i León        | Federación de Voleibol de Castilla y León         | FVCL    |
| Kastylia-La Mancha     | Federación de Voleibol de Castilla La Mancha      | FVCM    |
| Katalonia              | Federació Catalana de Voleibol                    | FCVOLEI |
| Kraj Basków            | Federación Vasca de Voleibol                      | FVVB    |
| La Rioja               | Federación Riojana de Voleibol                    | FRVB    |
| Madryt                 | Federación de Madrid de Voleibol                  | FMV     |
| Melilla                | Federación Melillense de Voleibol                 | FMLVB   |
| Murcja                 | Federación de Voleibol de la Región de Murcia     | FVBRM   |
| Nawarra                | Federación Navarra de Voleibol                    | FNV     |
| Walencja               | Federación de Voleibol de la Comunitat Valenciana | FVBCV   |
| Wyspy Kanaryjskie      | Federación Canaria de Voleibol                    | FCV     |

Źródło: 